# Lucio Manlio Vulsón Longo
Lucio Manlio Vulsón Longo  fue cónsul durante la República romana y notable comandante durante la primera guerra púnica.
Durante su consulado, el año 256 a. C., lideró la flota romana junto a Marco Atilio Régulo, llevándola a la victoria en la batalla del Cabo Ecnomo. Tras ello, desembarcó en África junto a Régulo. Con la guerra casi decidida a favor de Roma, fue llamado de vuelta con la mitad del ejército consular, dejando a Régulo como mando único de las tropas de África. Se celebró un triunfo en su honor.
En 250 a. C. Vulsón fue cónsul por segunda vez con Cayo Atilio Régulo Serrano; con su colega, comenzó el asedio de Lilibea, con escaso éxito.